# Римска бискупија
Римска бискупија је бискупија у Католичкој цркви која обухвата град Рим, као и метрополитанско средиште Римске црквене покрајине. Бискуп Римске бискупије, познат као папа, по положају се сматра за наследника св. Петра и као такав је врховни поглавар целе Католичке цркве, што овој бискупији даје посебно значење. Катедрални храм је Базилика Светог Ивана Латеранског, најважнија од четири велике римске базилике.
Иако је папа лично бискуп Римске бискупије, с обзиром на његове бројне обавезе у управљању целом Црквом, власт у бискупији de facto има римски викар, тренутно Агостино Валини.

## Историја
Према ранохришћанском предању, древну Римску епископију утемељили су у 1. веку апостоли св. Петар и св. Павле, који су уједно и њени заштитници. Првим римским епископом сматра се управо св. Петар. За време владавине цара Константина Великог (306—337), Римска епископија је стекла велике поседе, као и помесну надлежност над знатним делом Италије, одакле је добијала велике приходе који су употребљавани за изградњу и поремање многих цркава у самом Риму. Захваљујући великом богатству и царском покровитељству, древна Римска епсикопија је постала најбогатија и најутицајнија епископија на хришћанском западу. 
Све до 9 века, Римска епископија је била правоверна, а од тог времена је у њој постепено почела да се учвршћује филиоквистичка јерес, односно учење о двоструком исхођењу Светог духа. До почетка 11. века, то учење је у потпуности превладало на западу и тада је званично прихваћено и у самом Риму, што је потом довело до Великог раскола (1054). Одвајањем од васељенског Православља и стварањем филиоквистичке Римокатоличке цркве, са средиштем у Риму, започело је ново филиоквистичко раздобље у историји Рима. Током наредних векова, филиоквистичка Римска бискупија је постала главно средиште злогласне инквизиције. Посебним Латеранским споразумом из 1929. године, који је Католичка црква склопила са фашистичким диктатором Бенитом Мусолинијем, у самом средишту Римске бискупије створена је суверена држава Ватикан. Непосредно након Другог светског рата, преко Римске бискупије су организовани такозвани пацовски канали за пребацивање фашистичких злочинаца из Европе у Јужну Америку.